# Hermann Gross (Politiker)
Hermann Gross (* 6. Dezember 1919 in Eberbach; † 16. März 2005) war ein deutscher Verwaltungsangestellter und Politiker (SPD). Von 1955 bis 1987 war er Bürgermeister der Gemeinde Birkenfeld und von 1960 bis 1976 ergänzend dazu Mitglied des Landtags von Baden-Württemberg (MdL).

## Leben
Nach dem Besuch der Oberrealschule (Mittlere Reife) und dem Abschluss einer kaufmännischen Lehre arbeitete Hermann Gross zunächst als kaufmännischer Angestellter, musste aber ab 1939 seinen Reichsarbeitsdienst und anschließend seinen Wehrdienst bei der Luftnachrichtentruppe leisten und geriet gegen Ende des Zweiten Weltkrieges in Gefangenschaft. Nach seiner Rückkehr arbeitete er zunächst als Verwaltungsangestellter und bestand 1951 seine Prüfung für den gehobenen Dienst. 1955 wurde er erstmals zum Bürgermeister von Birkenfeld gewählt.
Bei der Landtagswahl in Baden-Württemberg 1960 zur 3. Wahlperiode (1960–1964) des Baden-Württembergischen Landtages konnte Gross das Direktmandat im Landtagswahlkreis Calw erringen. Bei der folgenden Landtagswahl in Baden-Württemberg 1964 zur 4. Wahlperiode (1964–1968) konnte er sein Direktmandat nicht verteidigen, zog aber über das Zweitmandat des damaligen Landtagswahlkreises Calw in den Landtag ein. Bei der Landtagswahl in Baden-Württemberg 1968 zur 5. Wahlperiode (1968–1972) und der Landtagswahl in Baden-Württemberg 1972 zur 6. Wahlperiode (1972–1976) erreichte er ebenso wie 1964 nicht die nötigen Stimmen für das Direktmandat und zog wiederum über das Zweitmandat in den Landtag ein. Zwischen 1968 und 1972 fungierte er als stellvertretender Vorsitzender der SPD-Fraktion im Landtag.
Im Jahr 1971 wurde Hermann Gross das Verdienstkreuz 1. Klasse der Bundesrepublik Deutschland verliehen und im Jahr 1986 erhielt er die Verdienstmedaille des Landes Baden-Württemberg überreicht.